# Margarete Joswig
Margarete Joswig (* in Mannheim) ist eine deutsche Opernsängerin (Mezzosopran).

## Leben
Margarete Joswig studierte an der Hochschule für Musik und Darstellende Kunst Frankfurt am Main bei Gisela Pohl und Elsa Cavelti und arbeitete darüber hinaus mit namhaften Sängern wie Laura Sarti, Monserat Figueras und Rudolf Piernay.
Von 1994 bis 2003 war sie Mitglied der Staatsopern Saarbrücken und Stuttgart. Seitdem arbeitet sie als freischaffende Sängerin im Bereich Oper; u. a. in Palermo, Neapel, Rom, Paris, ebenso im Konzert, u. a. beim Bayerischen Rundfunk und dem Rheingau Musik Festival. 2003 sang sie die Floßhilde in der TV-Ausstrahlung von Richard Wagners Das Rheingold. 2008 sang sie beim Eröffnungskonzert der Frankfurter Mendelssohn-Tage zusammen mit der Frankfurter Singakademie und anderen Interpreten.
In der Uwe Eric Laufenberg'schen Inszenierung von Wagners Ring des Nibelungen am Hessischen Staatstheater in Wiesbaden übernahm sie in der Spielzeit 2016–17 die Rolle der Fricka.
Sie lebt bei München und war mit dem Tenor Jonas Kaufmann verheiratet. Das Paar hat drei Kinder.

## Diskografie (Auswahl)

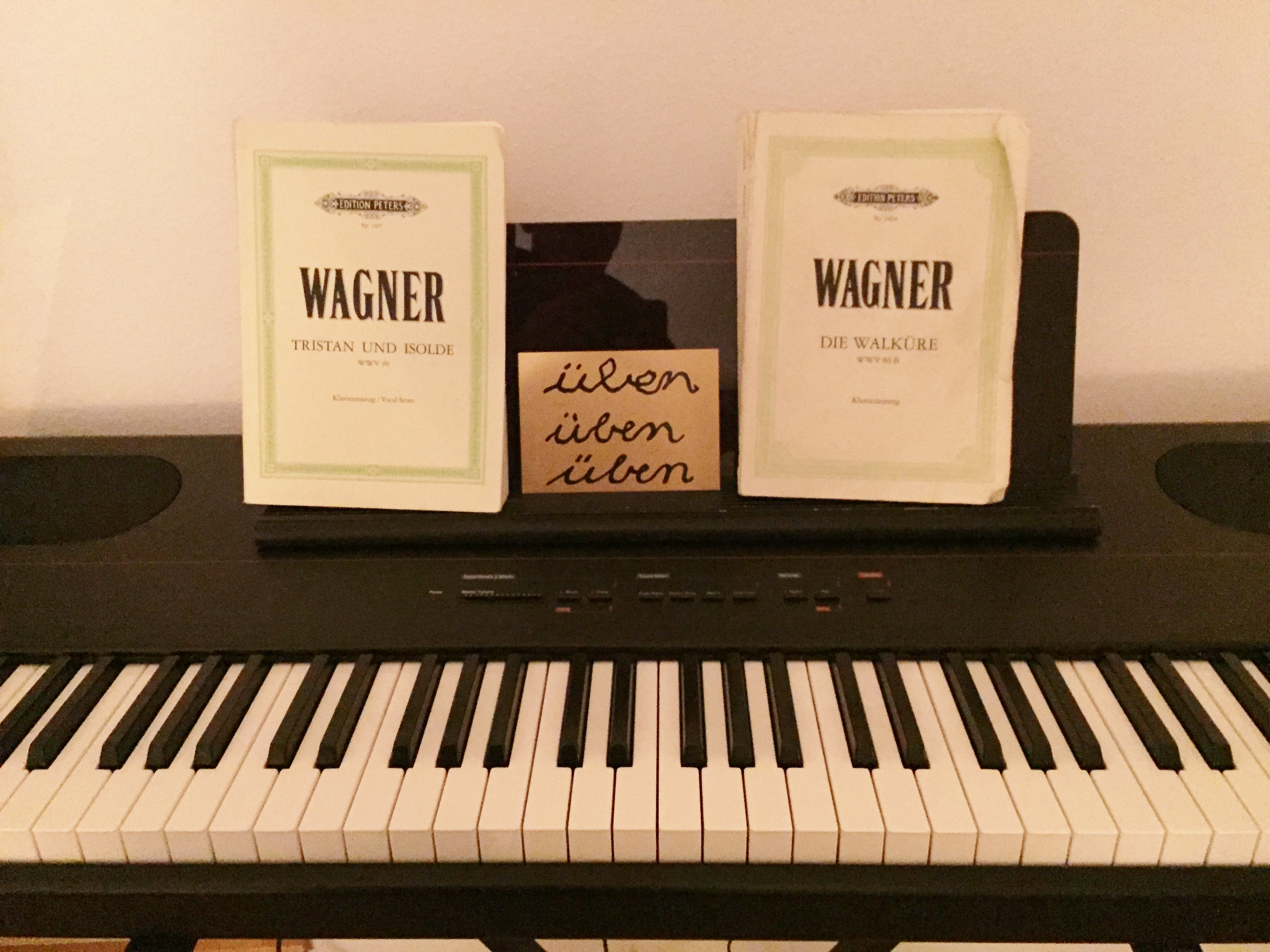
Das Arbeitszimmer von Margarete Joswig, 2016

- Sehnsucht, Universal Music Entertainment : Berlin  P 2009
- Rainulf und Adelasia: Oper in drei Akten (Wagner), Cpo-Musikproduktion : Georgsmarienhütte, P 2006
- Stabat mater (Dvořák), Leico Records : Schmelz, 2003
- Lamentationes Jeremiae propheta (Durante), Cpo-Musikproduktion : Georgsmarienhütte, 1995